# Gänsediebbrunnen

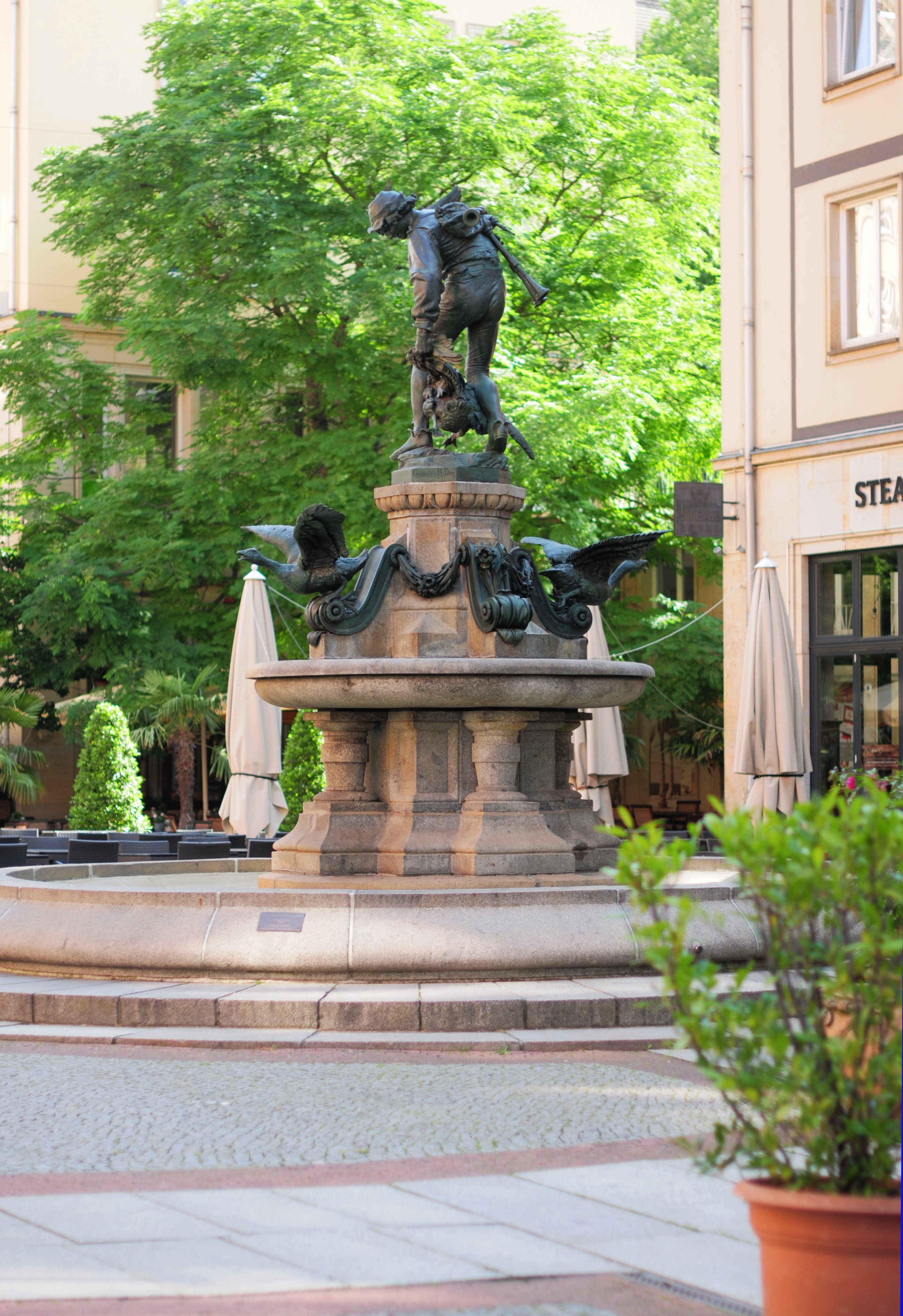
Gänsediebbrunnen (2021)

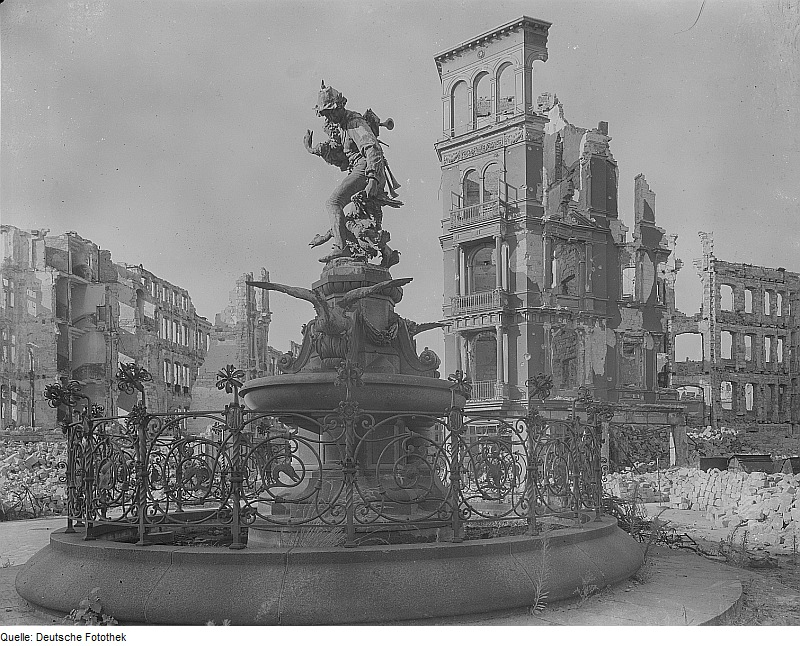
Am ursprünglichen Standort Ferdinandplatz war der Brunnen nach den Luftangriffen auf Dresden von Ruinen umgeben.

Der Gänsediebbrunnen ist ein Brunnen in der Weißen Gasse in der Inneren Altstadt von Dresden.
Er besteht aus einer Bronzefigur auf einem steinernen Sockel in einem Wasserbecken. Die Bronzefigur wurde 1878 von Robert Diez als Standbild geschaffen. Die Architekten Paul Weidner und Giese wirkten am Entwurf der aus  Lausitzer Granit bestehenden Brunnenteile mit. Der Bronzeguss ist eine Arbeit der Dresdner Gießerei C. Albert Bierling. Dargestellt ist ein junger Mann, der zwei Gänse stiehlt. Diese Plastik zeigt Thomas Platter (1499–1582), später Buchdrucker und Rektor der Lateinschule in Basel, beim Diebstahl zweier Gänse. Platter besuchte 1512 auf seiner Wanderschaft als fahrender Schüler die Kreuzschule in Dresden. Für das Abschiedsessen mit dem Schulmeister stahl er zwei Gänse. Am Sockel über einem von vier Säulen getragenen Auffangbecken befinden sich zwei weitere Gänse und zwei floral verzierte Voluten.
Robert Diez nahm 1876 an einem Wettbewerb für einen „Brunnen auf dem Ferdinandplatz“ teil und gewann die Ausschreibung, für die 27 Entwürfe eingegangen waren. Auf der Internationalen Kunstausstellung in München im Jahre 1879 erhielt die Plastik des Gänsediebs die Große Goldmedaille. Von der Stadt Dresden wurde am 20. November 1879 zur Förderung sächsischer Künstler ein Wettbewerb ausgeschrieben, deren Ziel in der Schaffung von zwei innerstädtischen Brunnen bestand. Zu diesem Zeitpunkt waren bereits zwei einfache Brunnenbecken existent. Das Preisgericht kam allerdings erst 1880 zu einer Entscheidung unter 5 vorausgewählten Entwürfen. Drei Entwürfe erhielten den ersten Preis mit jeweils 1000 Mark Preisgeld. Robert Diez hatte den gemeinsam mit Weidner und Giese erarbeiteten Entwurf unter dem Titel „Klar Wasser und Trüb Wasser“ eingereicht. Nach Überarbeitungen erhielt er schließlich 1883 den Zuschlag.
Am 20. April 1880, sein 36. Geburtstag, erfolgte die Einweihung des Brunnens auf dem Ferdinandplatz vor dem Haus mit der Weinhandlung D. Geucke & Co. Finanziert wurde der Brunnen aus Mitteln der Güntzstiftung von Justus Friedrich Güntz, nach anderen Quellen durch die Hermann-Stiftung. Der Brunnen überstand die Luftangriffe auf Dresden im Februar 1945 weitgehend unbeschädigt. Zu ihrem Schutz wurde die Brunnenanlage 1949 in dem von Trümmern beräumten Innenstadtbereich abgebaut. Sie fand vorübergehend eine Aufbewahrung in einem der Innenhöfe des Rathauses. Zur erneuten Errichtung kam es im Jahr 1961 an seinen heutigen Standort in der Weißen Gasse, jedoch ohne das kunstvolle Gitter.
Anlässlich der Nationalen Briefmarkenausstellung der DDR in Dresden gab die Deutsche Post 1979 drei Briefmarken mit Dresdner Motiven heraus, wovon eine Marke den Gänsediebbrunnens zeigt.

Briefmarke mit dem Gänsediebbrunnen

In den Nachwendejahren 1991 und 1992 wurde der Brunnen renoviert.
In Diez’ Heimatstadt Pößneck steht eine Kopie des Brunnens.
In Augustusburg (Erzgebirge) steht der Probeabguss der Brunnenfigur.